# منطقه تاریخی آواندیل میل
منطقه تاریخی آواندیل میل (به انگلیسی: Avondale Mill Historic District) یک منطقهٔ مسکونی در ایالات متحده آمریکا است که در پل سیتی، آلاباما واقع شده‌است.